# ヴィロファージ
ヴィロファージ（Virophage）とは、他のウイルスに"寄生"し害を与えるウイルスのこと。
最も巨大なウイルスの一つとして知られるミミウイルスの新しい系統に随伴するウイルスとして見出されたウイルスである。これ自体はスプートニク（Спутник、ロシア語で「衛星」）と命名されたが、「ウイルスを食うウイルス」という意味の一般名称としてヴィロファージとも呼ばれるようになった。
一般にサテライトウイルスは他のウイルスに依存して増殖し、その意味で寄生している（より適切には片利共生）ともいわれるが、ヴィロファージの増殖はミミウイルスに対して異常ビリオンを生じさせて害を及ぼし、従って本来の意味で寄生であると言われる。このため、ヴィロファージはサテライトウイルスとは別系統であるという説もある。

## 分類
- プリクラウソウイルス目 Priklausovirales
  - ラウィダリウイルス科 Lavidaviridae
    - マウイルス属 Mavirus
      - カフェテリアウイルス依存性マウイルス

    - スプートニクウイルス属 Sputnikvirus
      - ミミウイルス依存性ウイルス・スプートニク（スプートニクヴィロファージ）
      - ミミウイルス依存性ウイルス・ザミリオン（ザミリオンヴィロファージ）